# BR Гончих Псов
BR Гончих Псов (лат. BR Canum Venaticorum), HD 116475 — двойная звезда в созвездии Гончих Псов на расстоянии приблизительно 1457 световых лет (около 447 парсек) от Солнца. Звёздная величина диапазона Hp звезды — от +6,79m до +6,47m.
Открыта К. В. Уэстом и K. Ллойдом в 1996 году*.

## Характеристики
Первый компонент — красный гигант, пульсирующая медленная неправильная переменная звезда (LB) или полуправильная переменная звезда типа SRB (SRB) спектрального класса M4III, или M5, или M6, или Mb. Масса — около 2,253 солнечной, радиус — около 254,709 солнечного, светимость — около 3120,47 солнечной. Эффективная температура — около 3415 K.
Второй компонент — коричневый карлик. Масса — около 58,29 юпитерианской. Удалён в среднем на 1,961 а.е..